# بليسنتفيل (نيوجيرسي)
بليسنتفيل (بالإنجليزية: Pleasantville city, New Jersey)‏ هي مدينة تقع بولاية نيوجيرسي في الولايات المتحدة. تبلغ مساحتها 18.86 كم2، وترتفع عن سطح البحر 2.1336 م، بلغ عدد سكانها 20,249 نسمة في عام 2010 حسب إحصاء مكتب تعداد الولايات المتحدة وتصل الكثافة السكانية فيها 1,073.6 نسمة لكل كيلومتر مربع (2,780.6/ميل2).

## التركيبة السكانية
حدّد مكتب تعداد الولايات المتحدة بيانات التركيبة السكانية لبليسنتفيل في تعداد الولايات المتحدة. في ما يلي، التركيبة السكانية حسب تعدادي 2000 و2010.

### تعداد عام 2000
بلغ عدد سكان بليسنتفيل 19,012 نسمة بحسب تعداد عام 2000، وبلغ عدد الأسر 6,402 أسرة وعدد العائلات 4,365 عائلة مقيمة في المدينة. في حين سجلت الكثافة السكانية 1,008.1 نسمة لكل كيلومتر مربع (2,611.0/ميل2). وبلغ عدد الوحدات السكنية 7,042 وحدة بمتوسط كثافة قدره 373.4 لكل كيلومتر مربع (967.1/ميل2).
وتوزع التركيب العرقي للمدينة بنسبة 25.01% من البيض و57.70% من الأمريكيين الأفارقة و0.28% من الأمريكيين الأصليين و1.95% من الأمريكيين ذوي الأصول الآسيوية و0.03% من سكان جزر المحيط الهادئ و10.96% من الأعراق الأخرى و4.07% من عرقين مختلطين أو أكثر و21.87% من الهسبانيون أو اللاتينيون من أي عرق.
بلغ عدد الأسر 6,402 أسرة كانت نسبة 44.3% منها لديها أطفال تحت سن الثامنة عشر تعيش معهم، وبلغت نسبة الأزواج القاطنين مع بعضهم البعض 35% من أصل المجموع الكلي للأسر، ونسبة 24.7% من الأسر كان لديها معيلات من الإناث دون وجود شريك، بينما كانت نسبة 8.5% من الأسر لديها معيلون من الذكور دون وجود شريكة وكانت نسبة 31.8% من غير العائلات. تألفت نسبة 24.5% من أصل جميع الأسر من عدة أفراد يعيشون في نفس المنزل ونسبة 9.2% كانت تتألف من شخص يعيش بمفرده يبلغ من العمر 65 عاماً أو أكثر. وبلغ متوسط حجم الأسرة المعيشية 2.90، أما متوسط حجم العائلات فبلغ 3.44.
بلغ العمر الوسطي للسكان 32.7 عاماً. وكانت نسبة 30.4% من القاطنين تحت سن الثامنة عشر، وكانت نسبة 8.9% بين الثامنة عشر والرابعة والعشرين عاماً، ونسبة 30.1% كانت واقعةً في الفئة العمرية ما بين الخامسة والعشرين والرابعة والأربعين عاماً، ونسبة 19% كانت ما بين الخامسة والأربعين والرابعة والستين، ونسبة 9.2% كانت ضمن فئة الخامسة والستين عاماً فما فوق. يوجد لكل 100 أنثى 90.5 ذكر، ويوجد لكل 100 أنثى في الثامنة عشر من عمرها فما فوق 84.2 ذكر.
بلغ متوسط دخل الأسرة في المدينة 36,913 دولارًا، أما متوسط دخل العائلة فبلغ 40,016 دولارًا. وكان متوسط دخل الذكور 26,909 دولارًا مقابل 25,886 دولارًا للإناث. وسجل دخل الفرد الخاص بالمدينة 17,668 دولارًا. وكانت نسبة 12.2% من العائلات ونسبة 15.8% من السكان تحت خط الفقر، وكان من هؤلاء نسبة 22.1% تحت سن الثامنة عشر ونسبة 13.5% في الخامسة والستين من العمر وما فوق.

### تعداد عام 2010
بلغ عدد سكان بليسنتفيل 20,249 نسمة بحسب تعداد عام 2010، وبلغ عدد الأسر 6,661 أسرة وعدد العائلات 4,567 عائلة مقيمة في المدينة. في حين سجلت الكثافة السكانية 1,073.6 نسمة لكل كيلومتر مربع (2,780.6/ميل2). وبلغ عدد الوحدات السكنية 7,219 وحدة بمتوسط كثافة قدره 382.8 لكل كيلومتر مربع (991.4/ميل2).
وتوزع التركيب العرقي للمدينة بنسبة 24.33% من البيض و45.94% من الأمريكيين الأفارقة و0.83% من الأمريكيين الأصليين و2.42% من الأمريكيين ذوي الأصول الآسيوية و0.03% من سكان جزر المحيط الهادئ و22% من الأعراق الأخرى و4.45% من عرقين مختلطين أو أكثر و41.06% من الهسبانيون أو اللاتينيون من أي عرق.
بلغ عدد الأسر 6,661 أسرة كانت نسبة 42.8% منها لديها أطفال تحت سن الثامنة عشر تعيش معهم، وبلغت نسبة الأزواج القاطنين مع بعضهم البعض 33.3% من أصل المجموع الكلي للأسر، ونسبة 26.5% من الأسر كان لديها معيلات من الإناث دون وجود شريك، بينما كانت نسبة 8.8% من الأسر لديها معيلون من الذكور دون وجود شريكة وكانت نسبة 31.4% من غير العائلات. تألفت نسبة 25% من أصل جميع الأسر من عدة أفراد يعيشون في نفس المنزل ونسبة 8.4% كانت تتألف من شخص يعيش بمفرده يبلغ من العمر 65 عاماً أو أكثر. وبلغ متوسط حجم الأسرة المعيشية 2.99، أما متوسط حجم العائلات فبلغ 3.53.
بلغ العمر الوسطي للسكان 33.0 عاماً. وكانت نسبة 27.5% من القاطنين تحت سن الثامنة عشر، وكانت نسبة 11.1% بين الثامنة عشر والرابعة والعشرين عاماً، ونسبة 27.1% كانت واقعةً في الفئة العمرية ما بين الخامسة والعشرين والرابعة والأربعين عاماً، ونسبة 23.5% كانت ما بين الخامسة والأربعين والرابعة والستين، ونسبة 10.7% كانت ضمن فئة الخامسة والستين عاماً فما فوق. وتوزع التركيب الجنسي للسكان بنسبة 47.9% ذكور و52.1% إناث.

## وصلات خارجية
- الموقع الرسمي